# جوستين رايت
جوستين رايت (بالإنجليزية: Justine Wright)‏ هي مونتيرة نيوزيلندية، ولدت في القرن العشرين.

## وصلات خارجية
- جوستين رايت على موقع IMDb (الإنجليزية)
- جوستين رايت على موقع قاعدة بيانات الفيلم (الإنجليزية)